# Kreidler
Kreidler è stata un'azienda tedesca che costruiva piccole motociclette e ciclomotori, fondata a Kornwestheim, tra Ludwigsburg e Stoccarda. È ancora attivo come marchio, di proprietà della Kreidler Europe Motor G.m.b.H. fondata nel 2007.

## Storia

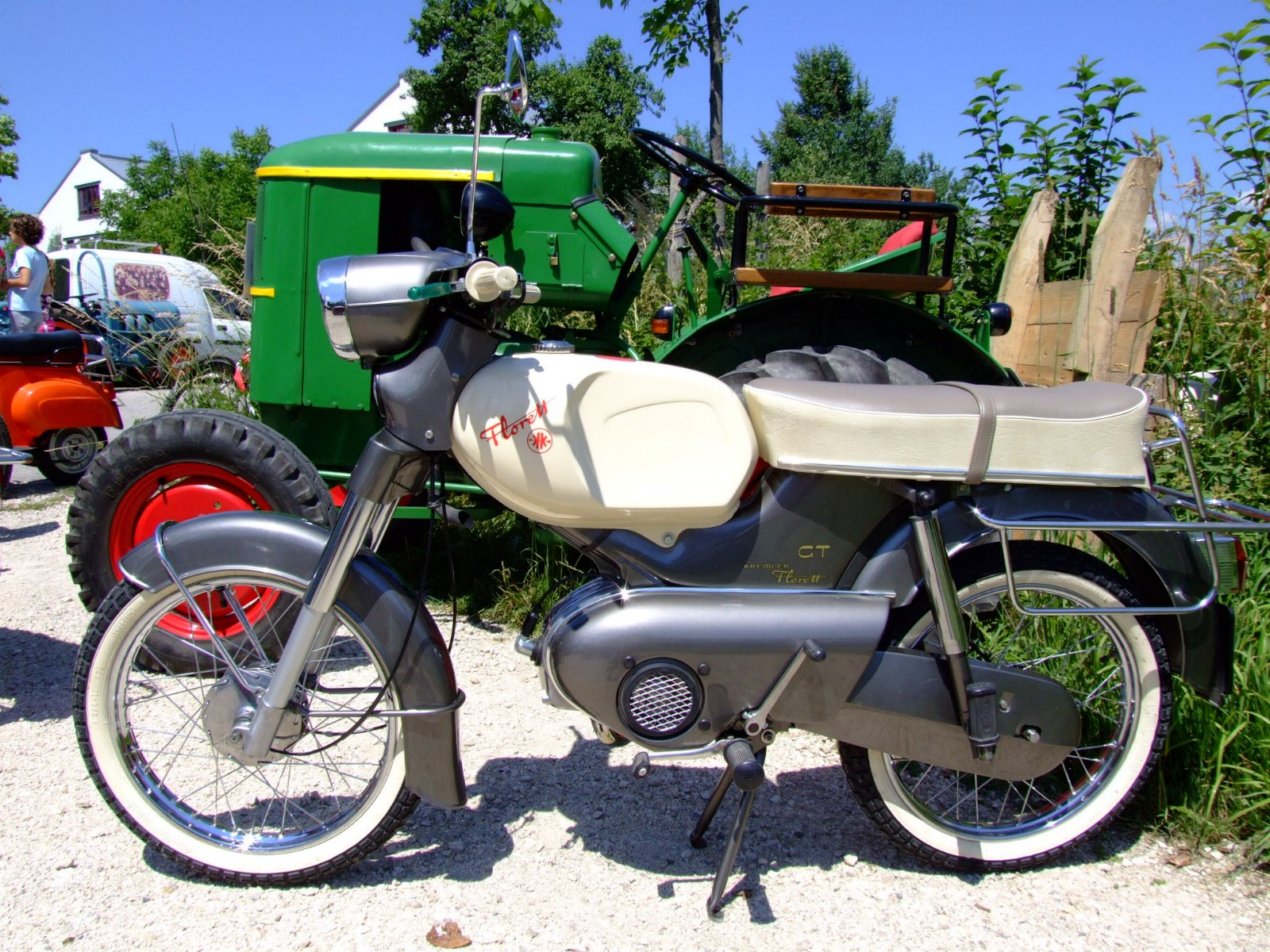
Un "Florett GT" (1967)

Fondata nel 1899 con il nome di Kreidler's Metall- und Drahtwerke G.m.b.H. (in italiano: Fabbrica di metalli e cavi di Kreidler) da Anton Kreidler, cominciò a produrre biciclette motorizzate nel 1949 e vere motociclette nel 1950 con la K50 presentata al salone IFMA. Il 1957 vide l'entrata in produzione del Florett, ciclomotore dal telaio in lamiera stampata che si rivelerà il maggior successo della casa tedesca.
La Kreidler fallì nel 1982; i diritti per l'uso del marchio furono ceduti a due imprenditori tedeschi che immisero sul mercato fino al 1988, sotto il marchio Kreidler, moto e ciclomotori Garelli. Il marchio stesso verrà poi acquistato nel 1995 dalla Prophete, che l'ha impiegato per marchiare ciclomotori e biciclette costruite in Estremo Oriente.
Nel 2007 viene fondata l'attuale Kreidler Europe Motor G.m.b.H..
Nel catalogo del 2010 figurano scooter, motociclette stradali, da supermotard e da enduro, nonché quad.

## Attività sportiva
I ciclomotori Kreidler si fecero notare anche nelle competizioni. Il primo successo a livello internazionale fu la vittoria della Coppa Europa, serie di gare istituita dalla FIM nel 1961: le Kreidler vinsero 5 delle 8 gare del campionato (quattro Hans-Georg Anscheidt e una Wolfgang Gedlich). Con l'introduzione nel Motomondiale della classe 50, nel 1962 la Kreidler si impegnò ufficialmente, con Anscheidt, Gedlich e l'olandese Jan Huberts: in quell'anno le monocilindriche di Kornwestheim vinsero quattro GP (due Anscheidt e due Huberts), non riuscendo a conquistare il titolo (andato alla Suzuki di Ernst Degner). Con il passare delle stagioni le Kreidler si dimostrarono sempre meno competitive rispetto a Honda e Suzuki, dovendo scontare la loro derivazione da un modello stradale, tanto da doversi ritirare a fine stagione '65.
Nel 1965 fu allestita una motocicletta da record di velocità, che, dotata di carenatura integrale e nonostante la cilindrata di soli 50 cm³, il 23 ottobre 1965 ottenne il record (per la sua categoria) di 210,634 km/h sul Grande Lago Salato dello Utah, negli USA, con alla guida Rudolf Kunz. Tale record, passato nel frattempo ad altre case motociclistiche, fu migliorato nel 1977 da Henk van Kessel che con la sua Kreidler fece segnare 221,586 km/h sul Chilometro lanciato.
Le Kreidler ritornarono alle competizioni (dopo alcune stagioni in cui corsero solo alcuni privati) dal 1969, per mezzo dell'importatore olandese Van Veen. Sarà sotto le insegne Van Veen che la Kreidler conquisterà i suoi maggiori successi sportivi tra gli anni '70 e i primi anni '80 con Jan de Vries, Henk van Kessel, Ángel Nieto, Eugenio Lazzarini e Stefan Dörflinger.
Nelle sue partecipazioni al Mondiale, la Kreidler ha vinto 62 GP e ottenuto 8 titoli di campione del mondo costruttori, tutti nella classe 50; gli stessi sono stati accompagnati da 5 titoli piloti. Anche nel motomondiale 1972 venne sfiorato anche il titolo piloti, con Jan de Vries classificato a pari punti con Ángel Nieto che si aggiudicò il titolo mondiale. Nell'Albo d'oro del motomondiale sono registrati anche altri 8 Gran Premi vinti con un ulteriore titolo mondiale costruttori e un titolo piloti a nome Van Veen Kreid. Nelle statistiche del motomondiale 1980 vengono spesso indicate come vittorie Van Veen Kreid anche quelle conseguite da Eugenio Lazzarini su moto artigianale IPREM, strettamente derivata dal modello tedesco.
Indirettamente collegabile con l'azienda anche il titolo del motomondiale 1983 vinto dalla Krauser dopo che la stessa ebbe acquisito il reparto corse della Kreidler fallita l'anno precedente.

### Campionati mondiali - Classe 50
| Anno | Titolo costr. | Titolo piloti     | Pilota                                                                               | Note |
| ---- | ------------- | ----------------- | ------------------------------------------------------------------------------------ | ---- |
| 1971 | Si            | Jan de Vries      |                                                                                      |      |
| 1972 |               |                   |                                                                                      |      |
| 1973 | Si            | Jan de Vries      |                                                                                      |      |
| 1974 | Si            | Henk van Kessel   | Titolo piloti come Van Veen Kreid                                                    |      |
| 1975 | Si            | Ángel Nieto       |                                                                                      |      |
| 1977 |               |                   |                                                                                      |      |
| 1979 | Si            | Eugenio Lazzarini |                                                                                      |      |
| 1980 | Si            | Eugenio Lazzarini | Titoli come Van Veen Kreid/IPREM                                                     |      |
| 1982 | Si            | Stefan Dörflinger |                                                                                      |      |
| 1983 | Si            | Stefan Dörflinger | Titolo vinto come Krauser dopo l'acquisizione del reparto corse dell'azienda fallita |      |

## Galleria d'immagini

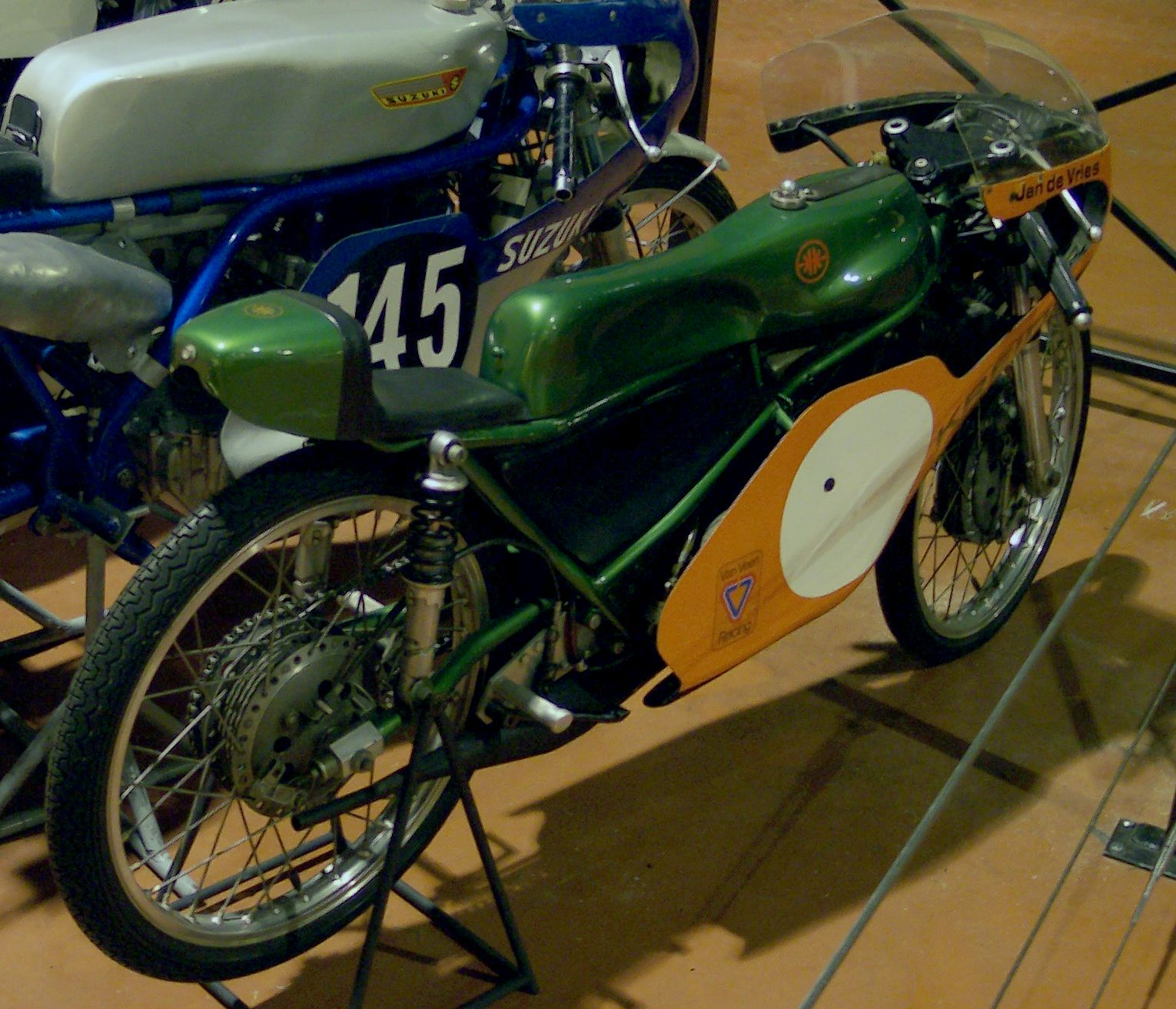
Van Veen Racing Kreidler di Jan de Vries (1971)
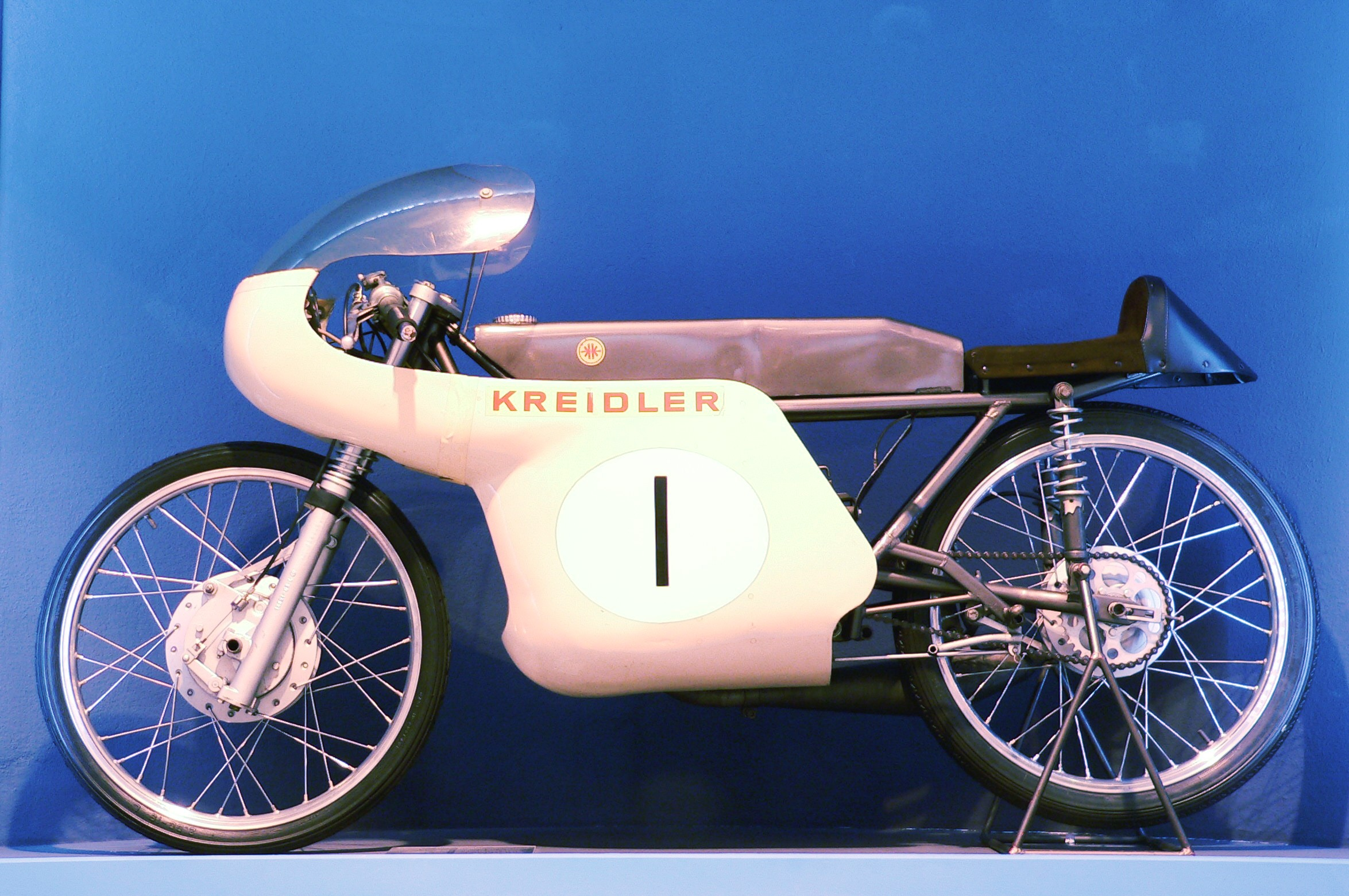
"Kreidler Racing Florett" (1963)
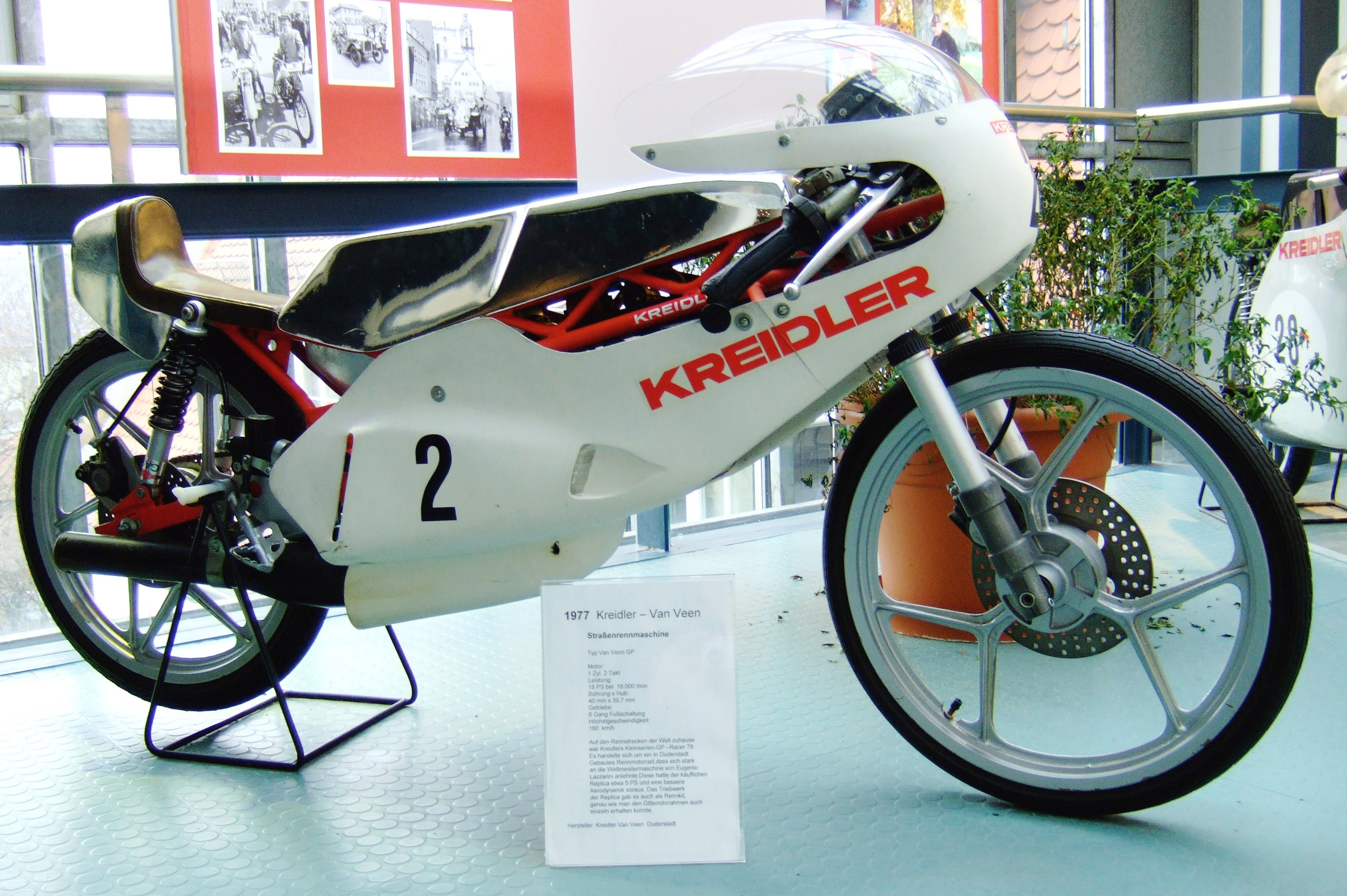
"Kreidler Van Veen GP" (1977)
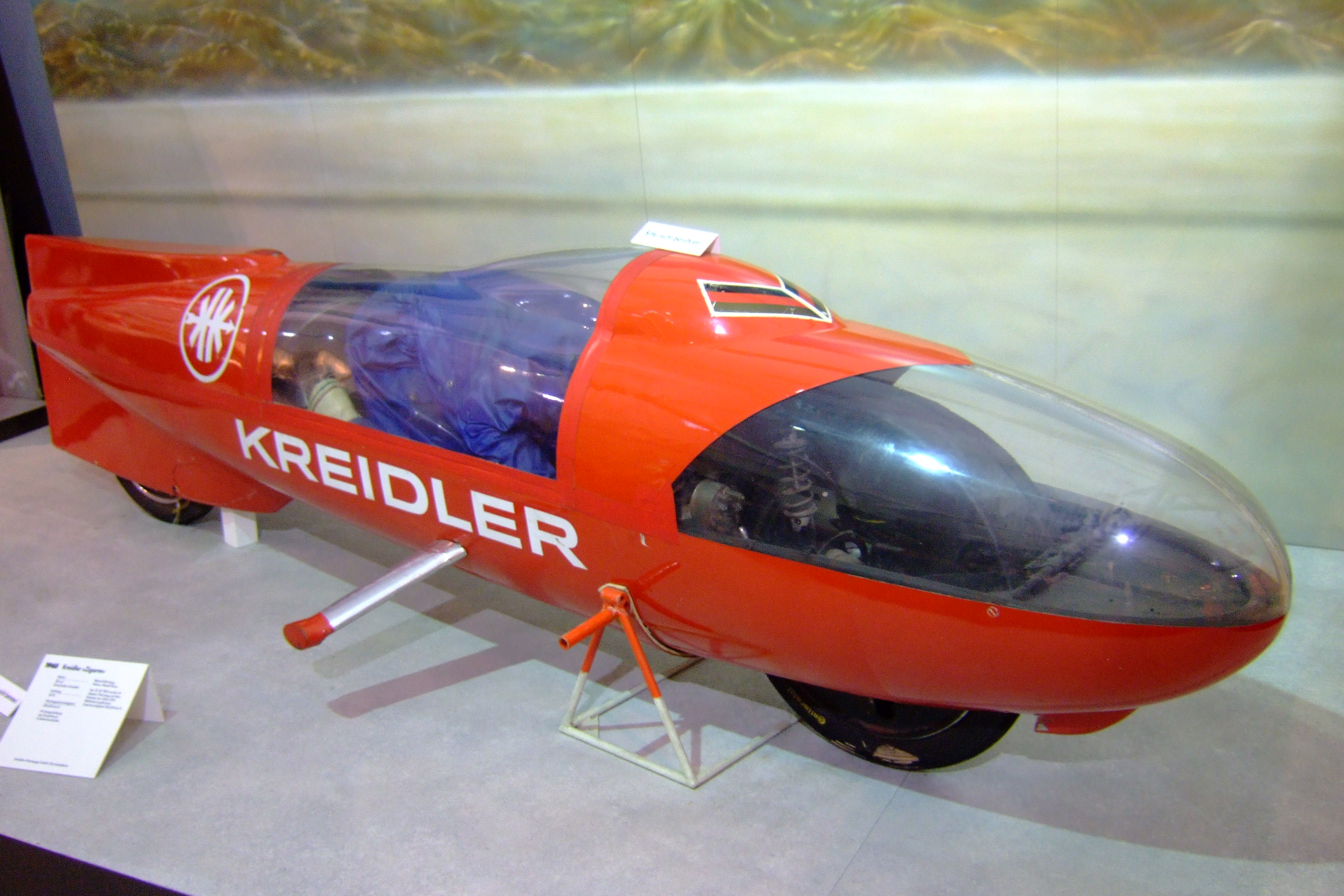
"Kreidler Zigarre" (50 cm³, record: 210.634 km/h, 23 ottobre 1965, Utah, USA)